# Distretto di Khun Han
Il distretto di Khun Han (in thailandese: ขุนหาญ) è un distretto (amphoe) della Thailandia, situato nella provincia di Sisaket.